# Europeana
Europeana es la biblioteca digital europea, de acceso libre, cuyo prototipo comenzó a funcionar el 20 de noviembre de 2008, que reúne contribuciones ya digitalizadas de reconocidas instituciones culturales de los 27 Estados miembros de la Unión Europea. Sus fondos incluyen libros, películas, pinturas, periódicos, archivos sonoros, mapas, manuscritos y otros archivos.
Desde el punto de vista técnico, Europeana es el portal del patrimonio cultural europeo que comenzó con dos millones de objetos digitales y cuya colección alcanzó los 29 millones de documentos en 2013, aportados por unas 2300 instituciones formadas por bibliotecas, archivos, galerías y museos. La colección está formada por una gran variedad de documentos de 45 idiomas: libros, periódicos, revistas, cartas, diarios, documentos de archivo, cuadros, pinturas, mapas, dibujos, fotografías, música, tradición oral grabada, emisiones de radio, películas y otros programas televisivos.

## Historia
El origen de esta biblioteca digital está arraigado en la denominada Agenda de Lisboa. En marzo del año 2000, los jefes de Estado de la Unión Europea acuerdan hacer de Europa “la más competitiva y dinámica economía basada en el conocimiento” antes de 2010, considerando que uno de los pilares de esta economía serían las bibliotecas digitales.
En este contexto, el 28 de abril de 2005 seis jefes de Estado (de Francia, Polonia, Alemania, Italia, España y Hungría) envían una carta a la Comisión Europea en la que solicitan la creación de una biblioteca digital europea donde recoger y dar acceso al patrimonio cultural de Europa. El presidente de la Comisión, José Manuel Durao Barroso, responde positivamente a la demanda el 7 de julio de 2005 y comunica la voluntad de la UE de coordinar el proyecto. Posteriormente, el 30 de septiembre de 2005 la CE publica su estrategia i2010 para impulsar la economía digital en la que se incluye la Iniciativa de Bibliotecas Digitales, que fue el impulso definitivo para la preservación del patrimonio digital europeo.
En 2007 la Red Europea de Bibliotecas Digitales (EDLnet) comienza a crear un prototipo, financiado por la iniciativa i2010, que culmina con la puesta en marcha de Europeana el 20 de noviembre de 2008 por Viviane Reding, Comisaria europea de Sociedad de la Información y Medios de Comunicación, y el presidente de la Comisión, José Manuel Durao Barroso. En el primer día de inauguración se produjo un número de visitas superior al que los servidores podían responder, lo que provocó un colapso del servicio.
La colección de Europeana alcanzó los 5 millones de documentos en 2009 y en el 2010 un informe del Parlamento Europeo, que se aprobó por unanimidad, pedía más contenido y la financiación de Europeana.
Tras la finalización de la Agenda de Lisboa, nació la Agenda Digital para Europa (vigente hasta 2020), promovida y redactada durante el semestre de la presidencia española de la Unión Europea, con la que el proyecto Europeana recibió su impulso definitivo al proponer un modelo sostenible para su financiación.
La Comisión Europea, a través de diferentes programas, ha financiado tanto la creación del portal único de Europeana como el desarrollo tecnológico para la agregación de contenidos en dicho portal, mientras que los distintos Estados miembros de la Unión Europea han financiado, por lo general, la digitalización de sus patrimonios culturales nacionales.
Su desarrollo actual es supervisado y coordinado por la Europeana Foundation, y seguirá financiado a través del programa marco Horizon2020, siendo considerada como parte fundamental en la Agenda Digital Europea. En su plan estratégico 2011-2015 incluye los detalles de la financiación, con un presupuesto anual que se encuentra alrededor de 5M de euros en proyectos de la Comisión Europea, directamente para Europeana y ministerios de cultura y educación de los países involucrados.
El prototipo de plataforma es accesible en 30 idiomas europeos: alemán, bosnio, búlgaro, catalán, checo, danés, eslovaco, esloveno, español, estonio, finés, francés, griego, neerlandés, húngaro, inglés, irlandés, islandés, italiano, letón, lituano, maltés, noruego, polaco, portugués, rumano, ruso, sueco, ucraniano, vasco.

## Objetivos
La función principal de Europeana es facilitar el acceso al patrimonio cultural y científico europeo. Todos los contenidos cuentan con información sobre la licencia de uso y varios recursos cuentan la licencia Creative Commons Public Domain (CCO), lo que significa que quedan sin derechos reservados y pueden utilizar todo el material para reproducirlo en cualquier soporte o para desarrollar nuevos contenidos. Los objetivos están recogidos en su Plan Estratégico 2011-2015:
- Agregar contenido cultural europeo para construir una fuente abierta y confiable del patrimonio europeo, representante de la diversidad cultural europea.

- Facilitar la transferencia de conocimiento apoyando al sector cultural a través de la innovación y la representación, compartiendo conocimientos entre profesionales de diferentes ámbitos culturales.

- Comprometer a los usuarios con nuevas formas para que la gente participe en el dominio del patrimonio cultural y promover la participación de los usuarios de una manera sencilla.

- Distribuir los bienes poniendo a disposición de los ciudadanos europeos el patrimonio allí donde estén y cuando quieran, actualizar y mejorar permanentemente el portal, personalizar los servicios, facilitando la obtención de los contenidos.

## Proyectos
El funcionamiento de Europeana se basa en la colaboración con los agregadores. Un agregador es una institución que recopila los objetos digitales de un grupo de proveedores de contenido y los transmite a Europeana. Los contenidos digitales permanecen en las instituciones correspondientes y Europeana facilita el acceso a través de un portal único. En el caso de España, el agregador nacional es la biblioteca digital Hispana.
Europeana se ha ido desarrollando mediante una serie de proyectos tanto de contenidos como de tecnología. Son muy numerosos los proyectos tanto realizados como activos, pero el primero que aportó contenidos al portal fue EuropeanaLocal, cuyo objetivo era aportar contenidos procedentes de bibliotecas, archivos, museos y archivos audiovisuales de carácter regional y local. Su duración fue del 1 de junio de 2008 al 31 de mayo de 2011.
Las bibliotecas españolas aportaron más de un millón y medio de objetos digitales lo que convertía a Hispana en el tercer agregador del proyecto europeo.

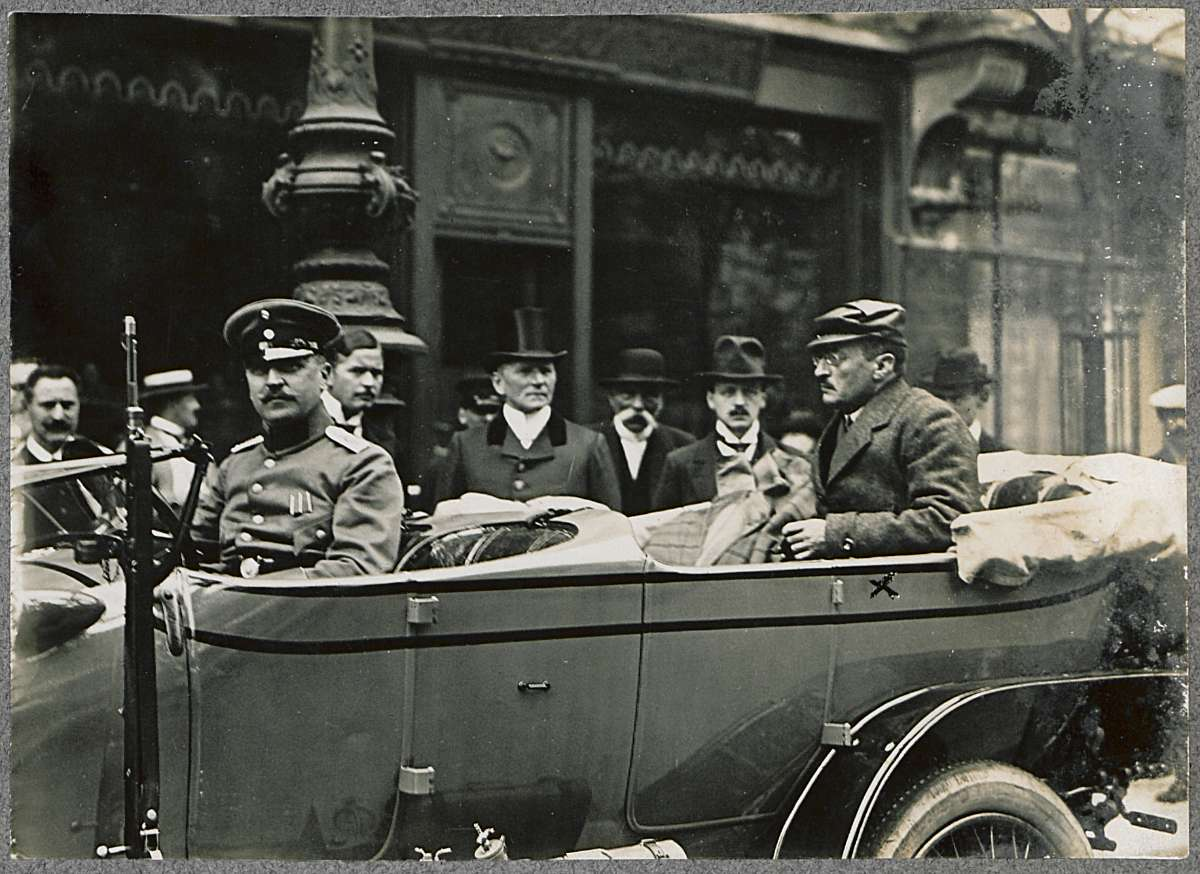
Imagen perteneciente al Proyecto Europeana 1914-1918

Entre los proyectos más conocidos hay que señalar Europeana Regia desarrollado desde enero de 2010 hasta junio de 2012 con la colaboración de cinco grandes bibliotecas, que permitió digitalizar más de 1000 extraordinarios manuscritos medievales y renacentistas; Europeana 1914-1918 que recoge documentos relacionados con la Primera Guerra Mundial, tanto recursos de las bibliotecas y archivos de todo el mundo como cartas familiares, fotografías y recuerdos de la guerra de las familias de toda Europa; Europeana 1989 que pretende recopilar contenidos relacionados con los cambios políticos y sociales producidos en Europa Central y Oriental en 1989, comúnmente conocido como la caída del  Telón de Acero.
Hay que señalar entre otros, proyectos como Europeana Fashion que pretende agregar a Europeana los materiales más destacados y ricos sobre la historia de la moda europea, incluirá más de 700 000 objetos digitales relacionados con la moda, que van desde vestidos históricos a los accesorios, fotografías, carteles, dibujos, bocetos, vídeos y catálogos; el proyecto APEx que continúa el trabajo del proyecto APEnet para crear un único punto de acceso a los archivos europeos y el proyecto Europeana Newspapers que agregará, hasta enero del año 2015, diez millones de páginas de periódicos históricos a texto completo, lo que ayudará a los usuarios a buscar de forma fácil artículos concretos, personas y lugares mencionados en esas publicaciones.
Europeana sigue adaptándose a los cambios tecnológicos y para ello ha desarrollado una aplicación (app), que se puede descargar vía iTunes o Google Play, con una interfaz traducida a siete idiomas (español, inglés, alemán, francés, neerlandés, búlgaro y sueco) y permite acceder a 350 000 imágenes en alta resolución que pueden ser utilizadas libremente, incluso con fines de lucro.
En mayo de 2021, Europeana puso en marcha el proyecto Europeana Translate. De la mano de la tecnología de traducción automática de Pangeanic, el objetivo de este proyecto es facilitar el acceso de los usuarios a los más de 25 millones de registros que tiene la biblioteca digital. Estos documentos, en más de 45 idiomas diferentes, serán traducidos a través de los motores desarrollados por la empresa valenciana, posibilitando la eliminación de barreras lingüísticas y ofreciendo un disfrute de la cultura adaptado a las necesidades multilingüe de los visitantes de la web.